# 全国高等学校総合体育大会ヨット競技大会
全国高等学校総合体育大会ヨット競技大会は、日本の高等学校ヨット対抗の大会である。また全国高等学校ヨット選手権大会を兼ねる。（公財）全国高等学校体育連盟と（公財）日本セーリング連盟、読売新聞社などが共催する。

## 概要
- 主催：全国高等学校体育連盟（以下、高体連）、（公財）日本セーリング連盟、インターハイ開催地の公共団体・教育委員会
- 共催：読売新聞社（2013年度から）
- 後援：スポーツ庁、日本スポーツ協会、日本放送協会、インターハイ開催地のスポーツ協会
- 主管：(公財)全国高等学校体育連盟ヨット専門部、インターハイ開催地の高体連・セーリング連盟
- 特別協賛：大塚製薬
- 協賛：JTB 、マイナビ、 KDDI、 カンコー学生服[1]

1960年に創設されたこの大会は、全国高等学校選抜ヨット選手権大会、JSAFユースセーリングチャンピオンシップ（ジュニアオリンピック）、国民体育大会セーリング競技と並ぶ高校ヨット4大全国大会のひとつで、インターハイ開催地にて毎年持ち回りで開催されていた。

## 開催方式
男女それぞれトライアルレースが行われた後に420級、ILCA6級に分かれて競技を行う。
また、団体戦として男女それぞれコンバインドを行う。
まず、各水域大会と呼ばれる地方大会で予選を行い、下記表の通り、水域別の代表校が決まる。1校当たりの出場艇数は各種目2艇以内とする。これとは別に当該県高等学校体育連盟会長の推薦を受けた開催県の艇で試合が行われる。ただし、各種目ごとに開催県艇が１艇以上出場している場合を除く。（令和6年度大会実績）
|        | 男子420級 | 男子ILCA6級 | 女子420級 | 女子ILCA6級 | 備考 |
| 北海道 | 1         | 1           | 1         | 1           |      |
| 東北   | 5         | 2           | 2         | 3           |      |
| 関東   | 9         | 6           | 6         | 2           |      |
| 北信越 | 3         | 3           | 3         | 2           |      |
| 東海   | 5         | 3           | 3         | 3           |      |
| 近畿   | 5         | 4           | 4         | 4           |      |
| 中国   | 4         | 2           | 4         | 1           |      |
| 四国   | 4         | 3           | 4         | 2           |      |
| 九州   | 11        | 8           | 6         | 5           |      |
| ------ | --------- | ----------- | --------- | ----------- | ---- |

男女別に420級、ILCA6級の各7レースが行われ、それぞれの種目が成立するために、レースが1回以上成立しなければならず、両競技とも種目別に順位が決まる。
平成27年度（2015年）より和歌山セーリングセンターに開催地が固定される。和歌山での開催は2034年まで固定開催が決まっている。

## 開催記録
| 開催年度      | 開催地 | 会場                     | 男子                   | 男子                         | 女子            | 女子                   | 備考                         | 備考            | 備考     |      |
| 開催年度      | 開催地 | 会場                     | 男子FJ級優勝校         | 男子420級優勝校              | 女子FJ級優勝校  | 女子420級優勝校        | 備考                         | 備考            | 備考     |      |
| 第56回(2015)  | 和歌山 | 和歌山セーリングセンター |                        |                              |                 |                        |                              |                 |          |      |
| 第57回(2016)) | 和歌山 | 和歌山セーリングセンター |                        |                              |                 |                        |                              |                 |          |      |
| 第58回(2017)) | 和歌山 | 和歌山セーリングセンター |                        |                              |                 |                        |                              |                 |          |      |
| 開催年度      | 開催地 | 会場                     | 男子                   | 男子                         | 男子            | 女子                   | 女子                         | 女子            | 備考     | 備考 |
| 開催年度      | 開催地 | 会場                     | 男子コンバインド優勝校 | 男子レーザーラジアル級優勝校 | 男子420級優勝校 | 女子コンバインド優勝校 | 女子レーザーラジアル級優勝校 | 女子420級優勝校 | 備考     | 備考 |
| 第59回(2018)  | 和歌山 | 和歌山セーリングセンター |                        |                              |                 |                        |                              |                 |          |      |
| 第60回(2019)  | 和歌山 | 和歌山セーリングセンター |                        |                              |                 |                        |                              |                 |          |      |
| 第61回(2020)  | 和歌山 | 和歌山セーリングセンター | 大会中止               | 大会中止                     | 大会中止        | 大会中止               | 大会中止                     | 大会中止        | 大会中止 |      |
| 第62回(2021)  | 和歌山 | 和歌山セーリングセンター | 霞ヶ浦                 | 霞ヶ浦                       | 霞ヶ浦          | 長崎工業               | 雙葉                         | 長崎工業        | [ 3 ]    |      |
| 第63回(2022)  | 和歌山 | 和歌山セーリングセンター | 霞ヶ浦                 | 横須賀学院                   | 光              | 海津明誠               | 光                           | 霞ヶ浦          | [ 4 ]    |      |
| 第64回(2023)  | 和歌山 | 和歌山セーリングセンター | 霞ヶ浦                 | 広島なぎさ                   | 和歌山工業      | 光                     | 山手学院                     | 光              | [ 5 ]    |      |
| 開催年度      | 開催地 | 会場                     | 男子                   | 男子                         | 男子            | 女子                   | 女子                         | 女子            | 備考     | 備考 |
| 開催年度      | 開催地 | 会場                     | 男子コンバインド優勝校 | 男子ILCA6級優勝校            | 男子420級優勝校 | 女子コンバインド優勝校 | 女子ILCA6級優勝校            | 女子420級優勝校 | 備考     | 備考 |
| ------------- | ------ | ------------------------ | ---------------------- | ---------------------------- | --------------- | ---------------------- | ---------------------------- | --------------- | -------- | ---- |
| 第65回(2024)  | 和歌山 | 和歌山セーリングセンター | 霞ヶ浦                 | 鎌倉学園                     | 霞ヶ浦          | 光                     | 福岡第一                     | 境              | [ 6 ]    |      |
| 第66回(2025)  | 和歌山 | 和歌山セーリングセンター | 津工                   | 鎌倉学園                     | 津工A           | 光                     | 西脇                         | 霞ヶ浦          |          |      |